# Zargus
Zargus es un  género de coleópteros adéfagos de la familia Carabidae. Se distribuyen por la Macaronesia.

## Especies
Se reconocen las siguientes:
- Zargus crotchianus Wollaston, 1865
- Zargus desertae Wollaston, 1854
- Zargus monizii Wollaston, 1860
- Zargus pellucidus Wollaston, 1854
- Zargus schaumii Wollaston, 1854